# Фабіана Клаудіно
Фабіана Клаудіно  (порт. Fabiana Marcelino Claudino, як гравець відома під іменем Фабіана (порт. Fabiana), 24 січня 1985) — бразильська волейболістка, олімпійська чемпіонка.

## Виступи на Олімпіадах
| Олімпіада   | Дисципліна | Місце |
| ----------- | ---------- | ----- |
| Афіни 2004  | волейбол   | 4     |
| Пекін 2008  | волейбол   | 1     |
| Лондон 2012 | волейбол   | 1     |
| Ріо 2016    | волейбол   | 5     |